# Anthea Stewart
Anthea Dorine Stewart (Blantyre, 20 november 1944) is een hockeyster uit Zimbabwe. 
De Zimbabwaanse hockeyploeg kreeg zes weken voor de Olympische Spelen 1980 de gelegenheid deel te nemen aan de spelen, omdat vijf uitgenodigde landen verstek lieten gaan.
Anthea Stewart was speler-coach van de Zimbabwaanse ploeg die de in 1980 olympisch goud won. Ze speelde mee in één wedstrijd.
De spelen van 1980 zijn tot op heden enige deelname van de Zimbabwaanse hockeyploeg aan een wereldkampioenschap of Olympische Spelen geweest.

## Erelijst
- 1980 –  Olympische Spelen in Moskou